# ACV (装輪装甲車)
ACV (Amphibious Combat Vehicle) は、アメリカ海兵隊で2020年代より配備運用されている水陸両用式の装輪装甲車である。
ACVは2011年にキャンセルされたEFV開発計画に替わるものとして、老朽化したAAV7の補完および後継車種として開発計画が開始され、2013年に一旦キャンセルされたMPC開発計画の要求仕様を盛り込んで選定作業が進められ、2018年にイタリアのイヴェコ社とBAEシステムズ社が共同提案したイヴェコ スーパーAVの改良型が採用された。

## 開発
ACVの最初の概略仕様が提示されたのは、EFVがキャンセルとなった2011年の事である。当初の計画では、ACVは17名の海兵隊員が搭乗した状態で海岸から12マイル（約20km）離れた強襲揚陸艦から自力で洋上に展開可能で、上陸後はそのまま地上作戦に以降可能という仕様であった。
その後、ACVの開発計画は予算や技術的問題からフェーズ1とフェーズ2に分けられた。
- フェーズ1では、既に開発され輸出販売されているような装甲戦闘車両の車種の中から適切なものを暫定的に選定し、必要に応じ改修して運用する[9]。
- フェーズ2では、フェーズ1の運用で得られた経験や新たな技術を使用し、全ての要求仕様を満たすような完全な車種を開発する[10]。

そして、フェーズ1での採用車種は更に2段階に分けられており、
- ACV1.1 と呼ばれる最初のバージョンは、販売されている装輪装甲車の中で水陸両用能力を持つものを、ほぼそのまま装甲兵員輸送車として採用する。AAV7と同等の遊泳能力を持ち、10～13名程度の海兵隊員が搭乗可能で、陸上ではM1エイブラムスと共に行動できる程度の機動力を有する[11]。

- ACV1.2 と呼ばれる2番目のバージョンでは、指揮車両・回収型・物資輸送型などのバリエーション展開を行うとともに、洋上機動能力を高める[11][12]。ACV1.2の開発後、可能であれば納入済みのACV1.1を1.2相当に改修する[13][14]。

2013年にMPC開発計画が一度停止された後、2014年にMPCの要求仕様はACV1.1に組み込まれ統合される事となった。
この時点で、既に進められていたMPC計画には
- イヴェコとBAEシステムズの共同提案（イヴェコ スーパーAV（英語版）の改良型）
- ロッキード・マーティンとパトリアの共同提案（パトリアAMVの改良型）
- レイドス（英語版）（旧SAIC）とSTキネティクス（英語版）の共同提案（テレックスICV（英語版）の改良型）
- ジェネラル・ダイナミクスの提案（LAV III（英語版）の改良型）

の4車種が提案されていた。
2015年には、別々の物として進められていたACV1.1と1.2の計画の統合が示唆された。同年11月に、海兵隊はスーパーAVとテレックスをACV1.1計画のEMDフェーズに進める車種として選定し、2016年末までに各16両の試作車が製作・納入される事となった。その後、これらの試作車による評価試験が進められ、2018年6月にイヴェコ・BAEのスーパーAVが選定されたことが発表された。同年に低率初期生産として30両が発注され、2020年10月にはこのうち18両が実戦部隊に初めて配備された事が発表された。2020年12月に量産車として36両が発注され、その後は年間80両ペースで量産し2023年度までに203両を海兵隊に納入予定とされている。

## 型式・派生型

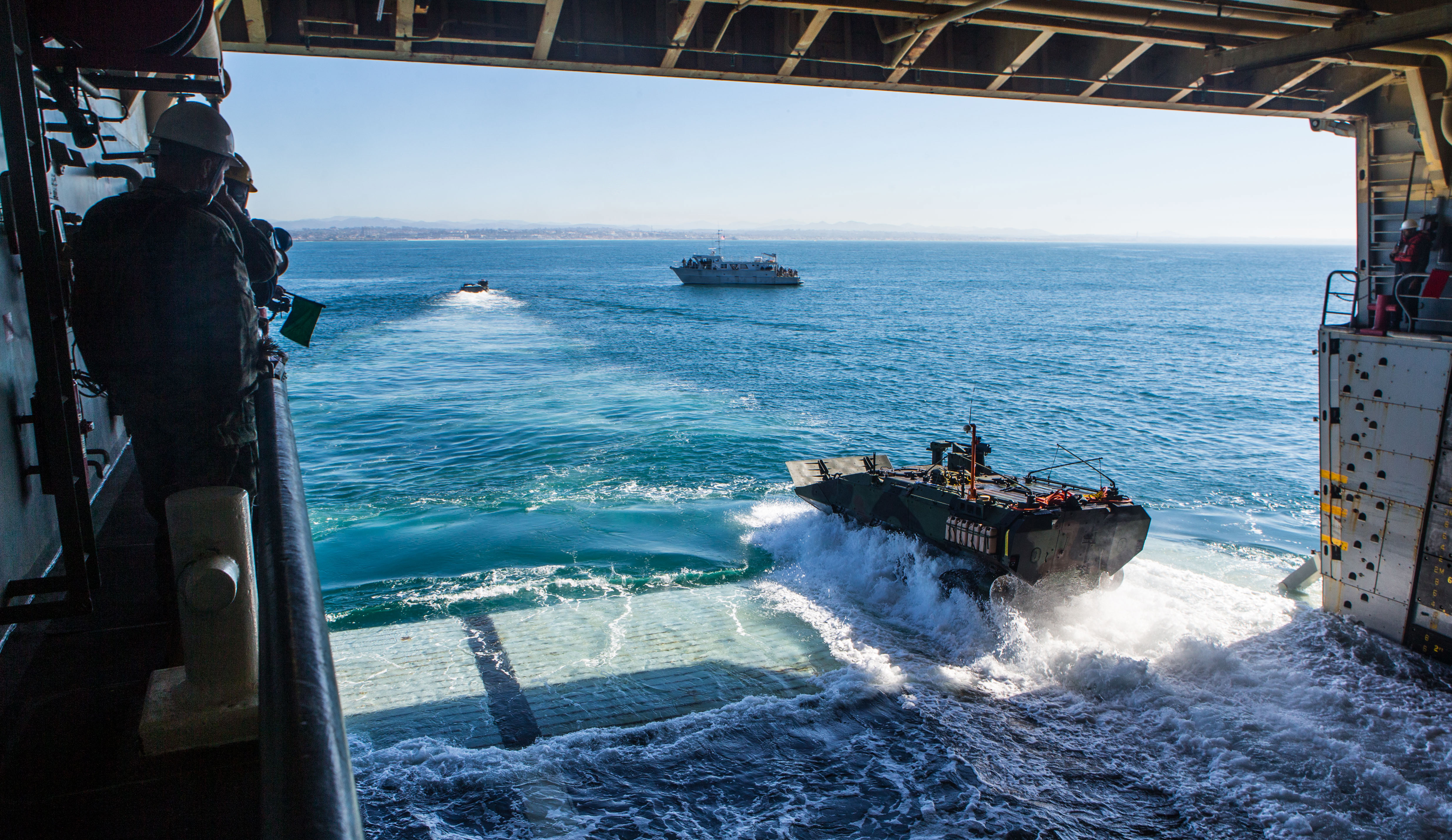
ドック型輸送揚陸艦「サマセット」から海上に展開するACV

当初のバリエーションであったACV1.1と1.2の名称は2019年の時点で統合され、量産時には以下の形式が用いられる事となった。
ACV-P
基本型となる兵員輸送型。搭乗員とは別に13名の海兵隊員と2日分の戦闘物資を搭載可能。武装としてM153 CROWS IIを搭載。2020年に初期作戦能力獲得。
ACV-C
指揮車両型で、このタイプの最初の量産車は2024年1月に納入された。
ACV-R
回収車両型で、設計開発契約が2022年3月、試験用試作車両の製造契約が2024年4月に締結された。
ACV-30
歩兵戦闘車型で、名称が示すように口径30mmのMk 44 ブッシュマスター II機関砲を搭載したモデルである。機関砲はコングスベルグ製のRT20無人砲塔に搭載される。この砲塔は、陸軍のM1296ストライカーICVD"ドラグーン"に搭載されているRT40に類似しているが、重量が約半分の軽量型となっている。2022年8月に試験用試作車両の製造契約が締結された。
ACV-C4/UAS
研究中の派生型で、ロッキード・マーティン製の小型無人機システムを搭載した偵察用（偵察能力の評価試験モデル）として研究されている。
ACV 2.0
ACV計画の本来の目的である、AAV7を完全に代替可能な新車種となる可能性がある。2024年時点ではこれがどのようなモデルになるのか不明である。